# Битка код Александрете
Битка код Александрете је била први судар снага Византијског царства са снагама Фатмидског калифата у Сирији. Битка је вођена почетком 971. године у близини Александрете, док је главнина фатмидске војске опседала Антиохију, коју су Византијци иначе повратили две године раније. Византијцима, предвођеним једним од евнуха византијског цара Јована I Цимискија, пошло је за руком да намаме један јак фатмидски одред од 4000 људи да нападне њихов празан војни логор и затим га напали са свих страна, уништивши све Фатимдске трупе. Пораз код Александрете, заједно са инвазијом Кармата на јужну Сирију, принудио је Фатмиде да подигну опсаду и осигурао Византијску контролу над над Антиохијом и северном Сиријом.

## Позадина
Дана 28. октобра 969. Антиохија је пала у руке византијског команданта Михајла Боурцеса. Падом велике метрополе северне Сирије ускоро је уследио споразум између Византијаца и Хамданидског Емирата Алепа, који је учинио Алепо поданичким вазалом и предао Византијском царству целу некадашњу Абасидску граничну зону(тугур). Киликија и Горња Месопотамија, као и обални појас Сирије између Средоземног мора и реке Оронт до околине Триполија, Арке и Шаизара. Византијска контрола ове области је у почетку била само теоретска, а убиство византијског цара Нићифора II Фоке у децембру 969. претило је да поништи византијске добитке у региону.
Даље на југ, трупе Фатимида Ифрикије, под командом Џавхар ел Сикилија, управо су освојиле Египат од својих Ихшидидских владара. Захваћени духом џихада и настојећи да легитимишу своју владавину, Фатимиди су искористили византијски напредак у Антиохији и "неверничке" претње као главну ставку у њиховој пропаганди усмереној према новосвојивом региону, уз обећања да ће обновити само владу. Вест о паду Антиохије помогла је да се убеде Фатимиди да допусте Џавхару да пошаље Џафара ибн Фалаха да нападне Палестину. Тамо је Џафар поразио последње остатке Ихшидида под ел Хасаном ибн Убаид Алах ибн Тугјем и заузео Рамлу у мају 970, пре него што је у новембру заузео Дамаск.

## Опсада Антиохије и битка код Александрете
Готово чим се Дамаск предао, Џафар ибн Фалах је поверио једном од свог гилмана (арап. дечко, службеник), по имену Футух ("Победа"), да спроведе обећани џихад против Византијаца, иако у компилацији из 15. столећа Ујун ел Ахбар јеменски историчар Имад ел Дин Идрис ибн ел Хасан такође спомиње извесног Абдалах ибн Убајд Алах ел Хусеини Аху Муслима као команданта. Футух је окупио велику војску Кутама Бербера, ојачану групама из Палестине и јужне Сирије, и преместио опсаду ван Антиохије у децембру 970. године. Византијски писац Кедрени тврди да је Фатимидска војска бројала 100.000 људи што је очигледно преувеличан број, али Имад ел Дин бележи број од 20.000 људи. Фатимиди су опколили град, али су његови становници пружили жесток отпор, а Ибн Фалах је морао послати "војску за војском", у опису историчара из 14. века Абу Бакр ибн ел Давадарија, очигледно од пореза подигнутих на југу Сирији, ради сакупљања појачања. Пратећи извештај египатског ел Макризија из 15. века, са овим додатним трупама, са којима је саставио 4.000 људи, постало је могуће потпуно зауставити поновно снабдевање града пресретањем каравана који су кренули према њему.
У међувремену, Нићифоров убица и наследник, Јован I Цимискије, није био у стању да лично интервенише на истоку због опасније инвазије на Балкану од стране Кијевског кнеза Свјатослава I. Као резултат тога, послао је малe снаге под командом евнуха са свог двора, патрикијем Николом, који је, према савременику Лаву Ђакону, био искусан у борби, за ослобађање од опсаде. У међувремену је опсада Антиохије трајала пет месеци преко зиме и на пролеће, и била без резултата. У једном тренутку, Фатимидски одред - према Ибн ел Давадари 4000 мушкараца под вођом Берера Араса и бившим емиром Тарсуса, Ибн аз Зајатом - преселио се на север према Александрети, где је војска у виду византијског појачања логоровала. Обавештен о њиховом приступу, византијски заповедник је напустио логор и поставио своје снаге у заседу. Пронашавши да је непријатељски логор напуштен, Фатимидске трупе су почеле да га пљачкају, не обазирући се ни на шта друго. У том тренутку, Никола је изненада покренуо напад са свих страна и Фатимидска сила се распала; већина муслиманске војске је погинула, али је Арас с Ибн аз Зајата успео да побегне.

Пораз код Александрете био је велики ударац моралу Фатимида. Заједно са вестима о напретку Кармата из Дамаска, радикалне Исма'или групе која потиче из Источне Арабије, Ибн Фалах је наредио Футуху да подигне опсаду Антиохије почетком јула 971. године. Војска се вратила у Дамаск, одакле су се различити контингенти распршили ка својим домовима.

## Последице
Први сукоб двеју најистакнутијих сила источног Медитерана завршио се тако византијском победом, која је, с једне стране, ојачала византијски положај у северној Сирији, а са друге ослабљивањем Фатимида, како у изгубљеним животима, тако иу моралу и угледу. Како пише историчар Пол Вокер, да је Ибн Фалах "поседовао трупе и престиж изгубљен код Александрете, могао је да се одупре нападу Кармата. Војске локалних округа можда би му помагале да се нису распршиле". У том случају, Џафар није могао да се одупре Карматима и њиховим арапским Бедуинским савезницима; направивши фатални избор суочавања са њима у пустињи, поражен је и убијен у бици у августу 971. године. Био је то пораз који је довео до потпуног колапса Фатимидске контроле у јужној Сирији и Палестини, и карматској инвазији на Египат. Фатимиди су победили пре Фустата, али су на крају успели да извуку Кармате из Сирије и врате контролу над поново заузетом покрајином. Византијци су остали мирни све до великих похода које је лично водио Јован Цимискије 974–975. Иако је цар напредовао дубоко у подручја под контролом муслимана и чак претио да зауземе Јерусалим, његова смрт у јануару 976. отклонила је византијску опасност за Фатимиде: Византијци никада више неће покушати да напредују далеко преко својих северних сиријских поседа око Антиохије.